# Nicolae Proca (fotbalist)
Pentru alte persoane având aceleași prenume și nume de familie, a se vedea Nicolae Proca.
Nicolae Proca (n. 13 decembrie 1925, în Slănic-Muscel - azi Slănic, Argeș – d. 9 iulie 2007) a fost un jucător și antrenor de fotbal român.

## Biografie

### Jucător
A fost un fotbalist care a debutat la Steagul Roșu Brasov în 1947, în campionatul districtual, sub comanda lui Silviu Ploeșteanu.
Proca a îmbrăcat tricoul „stegarilor“ pînă în 1961, perioadă în care Steagu a ajuns în Divizia A, a terminat pe locul doi în spatele CCA-ului și a cîștigat Cupa balcanică. În 1961, a devenit antrenor secund și l-a înlocuit pe Silviu Ploeșteanu în 1967.

### Antrenor
Apoi, a fost din nou secund, sub comanda lui Valentin Stănescu, dar a revenit ca antrenor principal în 1971. A reușit să ducă Steagu pe locul 3 în Divizia A și să o califice în cupa UEFA. A plecat de la Steagu în 1975, cînd echipa a retrogradat, dar a revenit după 4 ani și a „semnat“ promovarea în Divizia A. În ediția 1976-1977 a reușit promovarea cu C.S. Târgoviște în Divizia A, un an mai târziu obținând cel mai bun rezultat din istoria fotbalului târgoviștean (locul 7 în ediția 1977-1978).
În 1981, a fost arestat, pentru banii negri din fotbal, iar cînd a scăpat de probleme a plecat la Tractorul. S-a întors la marea lui iubire, FCM Brașov, în 1991, pentru două meciuri. Ultima partidă pe banca „stegarilor“ a fost în 1991, pe 9 octombrie, atunci cînd brașovenii au învins, cu 3-1, pe SC Bacău. În toamna 2004, a devenit consilier tehnic la divizionara C Forex Brașov.
Ca jucător, Nicolae Proca a evoluat în 66 de meciuri în Divizia A, iar pe „stegari“ i-a antrenat în 242 de meciuri, în primele două ligi.